# Hiptage luodianensis
Hiptage luodianensis là một loài thực vật có hoa trong họ Malpighiaceae. Loài này được S.K. Chen mô tả khoa học đầu tiên năm 1996.